# Wojciech Macyk
Wojciech Macyk (ur. 14 sierpnia 1973) – polski chemik, profesor Uniwersytetu Jagiellońskiego, prorektor UJ w kadencji 2024–2028.

## Życiorys
Ukończył II Liceum Ogólnokształcące im. Mikołaja Kopernika w Mielcu. W okresie szkolnym był stypendystą Krajowego Funduszu na rzecz Dzieci. W 1997 ukończył studia chemiczne na Uniwersytecie Jagiellońskim. Doktorat na podstawie napisanej pod kierunkiem Horsta Kischa pracy Visible Light Photodetoxification of Water Catalysed by Modified Titanium Dioxide uzyskał na Uniwersytecie Fryderyka i Aleksandra w Erlangen i Norymberdze. W 2009 habilitował się na UJ, przedstawiając dzieło Funkcjonalizowane półprzewodniki szerokopasmowe jako fotokatalizatory heterogeniczne. W 2016 otrzymał tytuł naukowy profesora.
W 2002 został adiunktem na Wydziale Chemii UJ, a następnie profesorem nadzwyczajnym. W 2013 został kierownikiem Zakładu Chemii Nieorganicznej UJ. W latach 2016–2020 prodziekan ds. badań i współpracy. Od 2020 do 2024 dziekan Wydziału Chemii UJ. Kierownik Grupy Fotokataliza UJ.
Od 2024 pełni funkcję prorektora UJ ds. nauki.